# NGC 4536
NGC 4536 é uma galáxia espiral barrada (SBbc) localizada na direcção da constelação de Virgo. Possui uma declinação de +02° 11' 14" e uma ascensão recta de 12 horas, 34 minutos e 26,9 segundos.
A galáxia NGC 4536 foi descoberta em 24 de Janeiro de 1784 por William Herschel.